# Griselinia scandens
Griselinia scandens är en tvåhjärtbladig växtart som först beskrevs av Hipólito Ruiz López och Pav., och fick sitt nu gällande namn av Paul Hermann Wilhelm Taubert. Griselinia scandens ingår i släktet Griselinia och familjen Griseliniaceae. Inga underarter finns listade.

## Bildgalleri

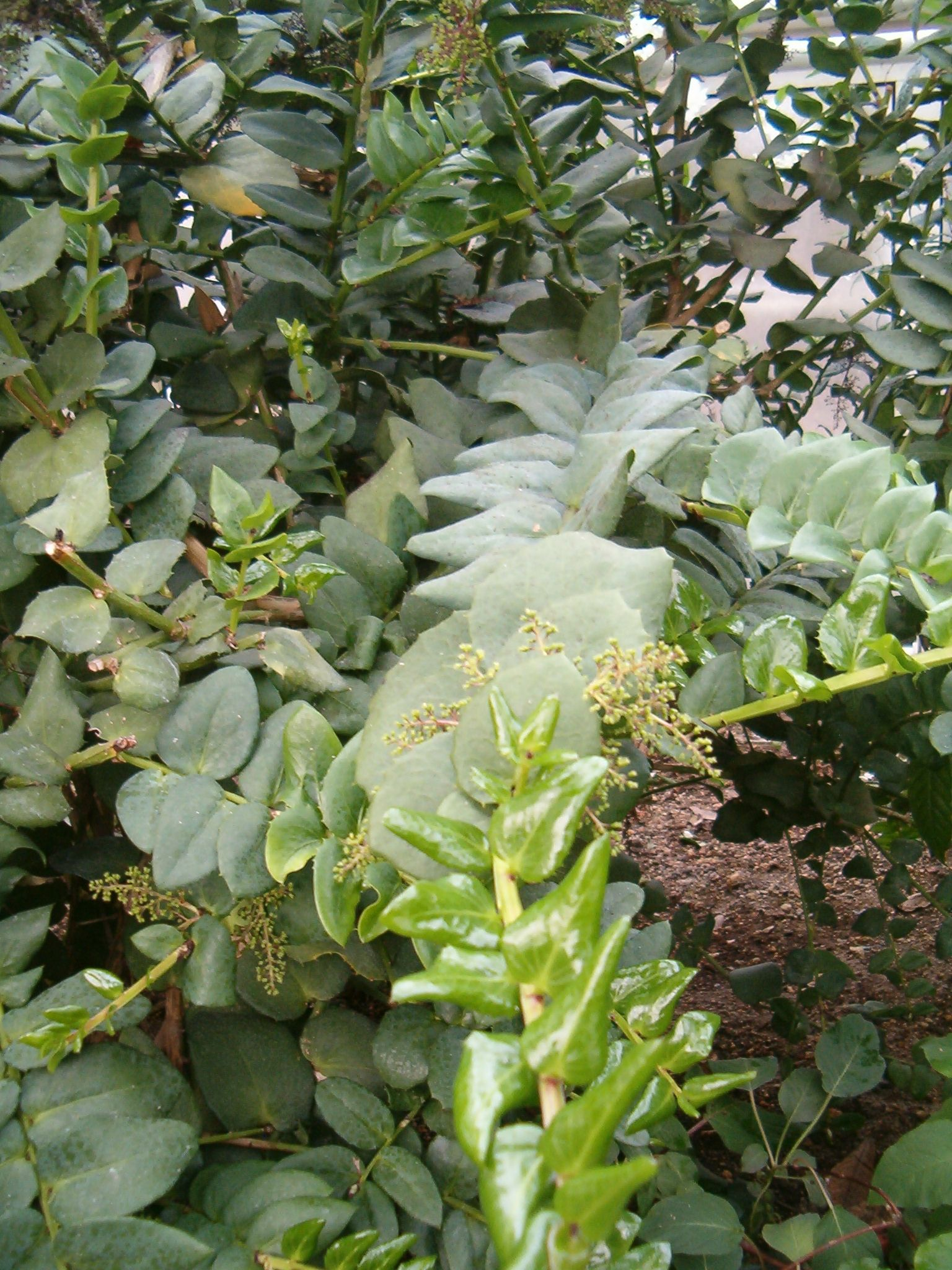
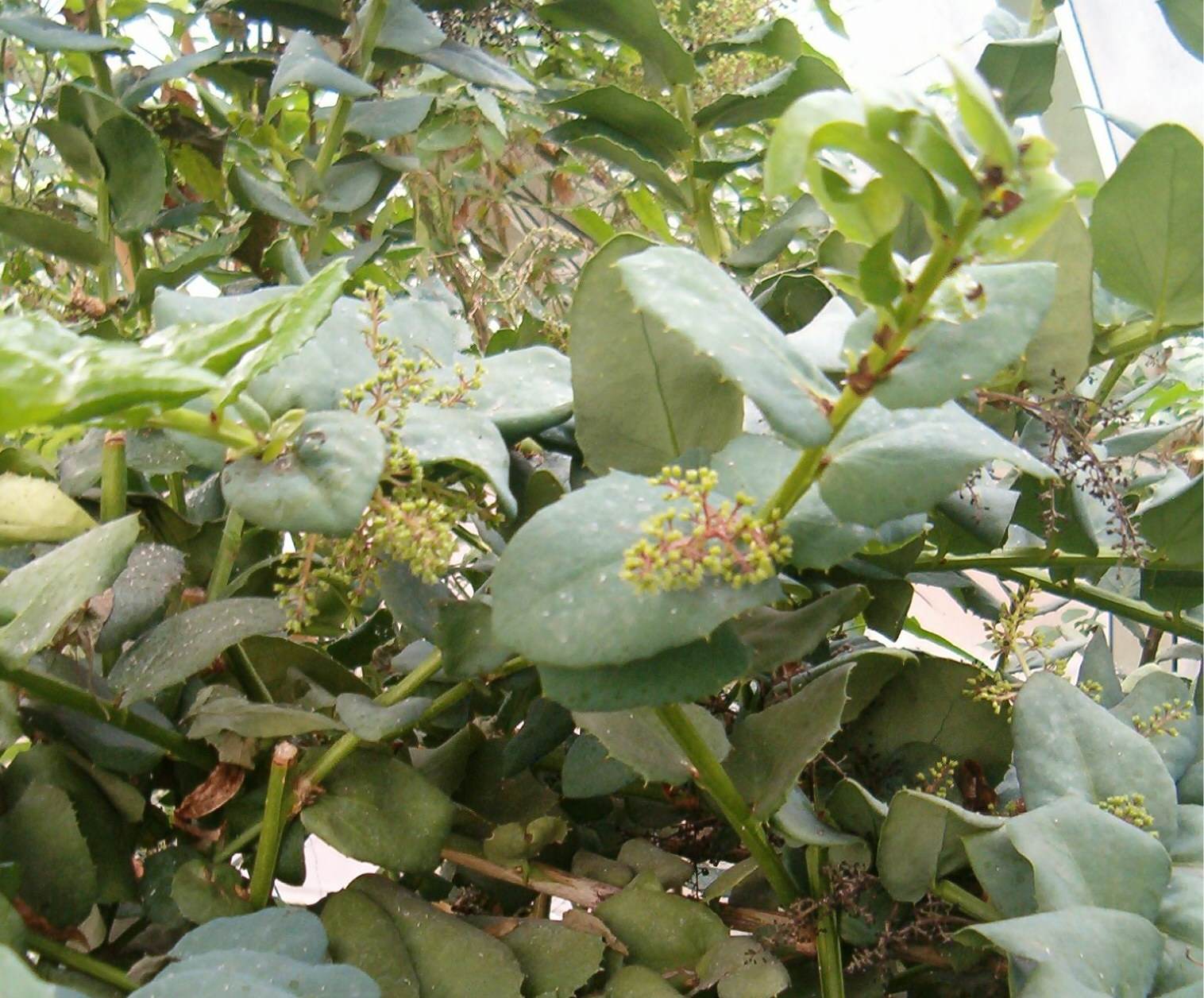
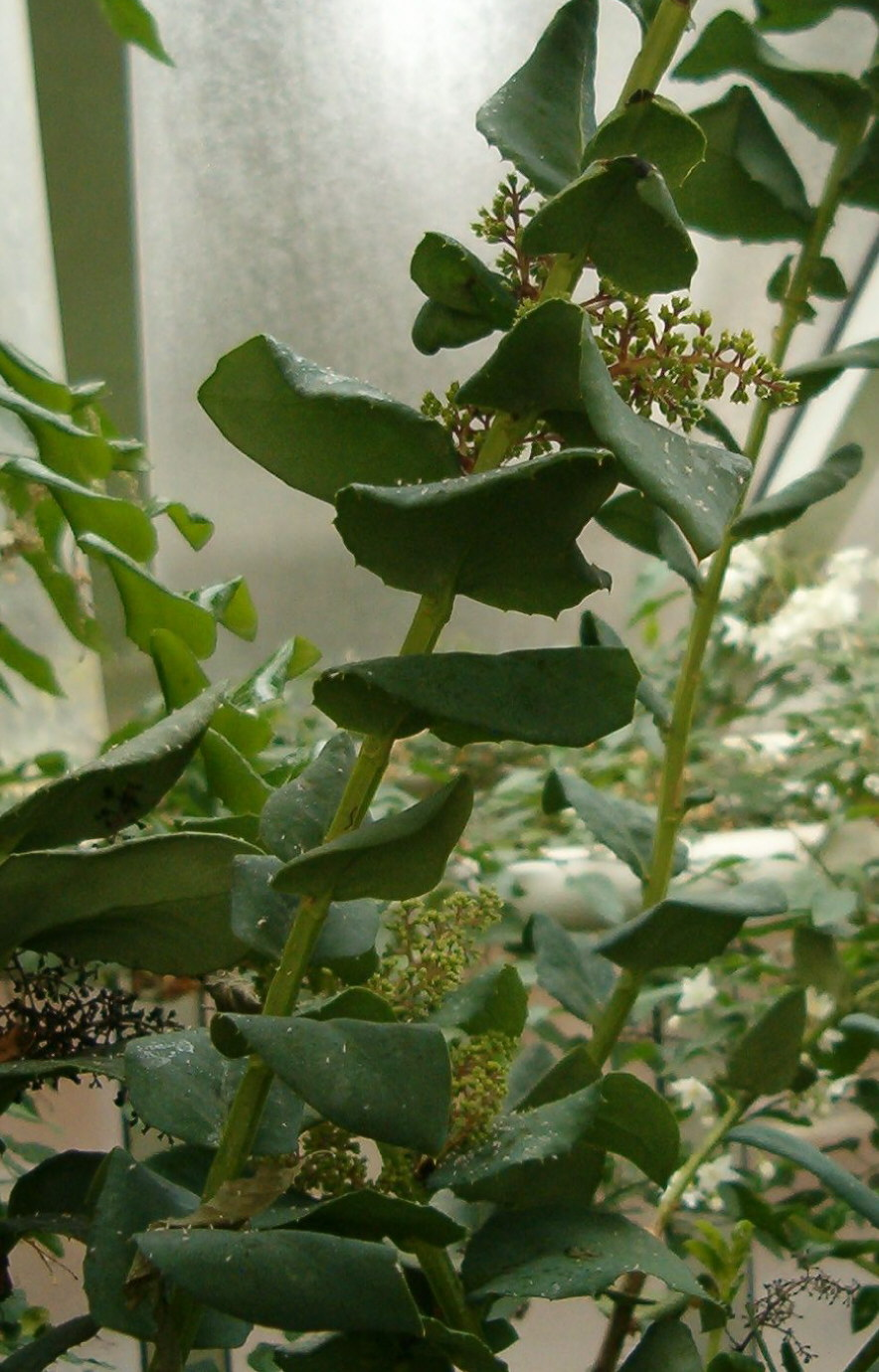